# ULEB Eurocup Rising Star
L'Eurocup Rising Star è il premio conferito dalla Eurocup al miglior giovane della regular season.

## Albo d'oro

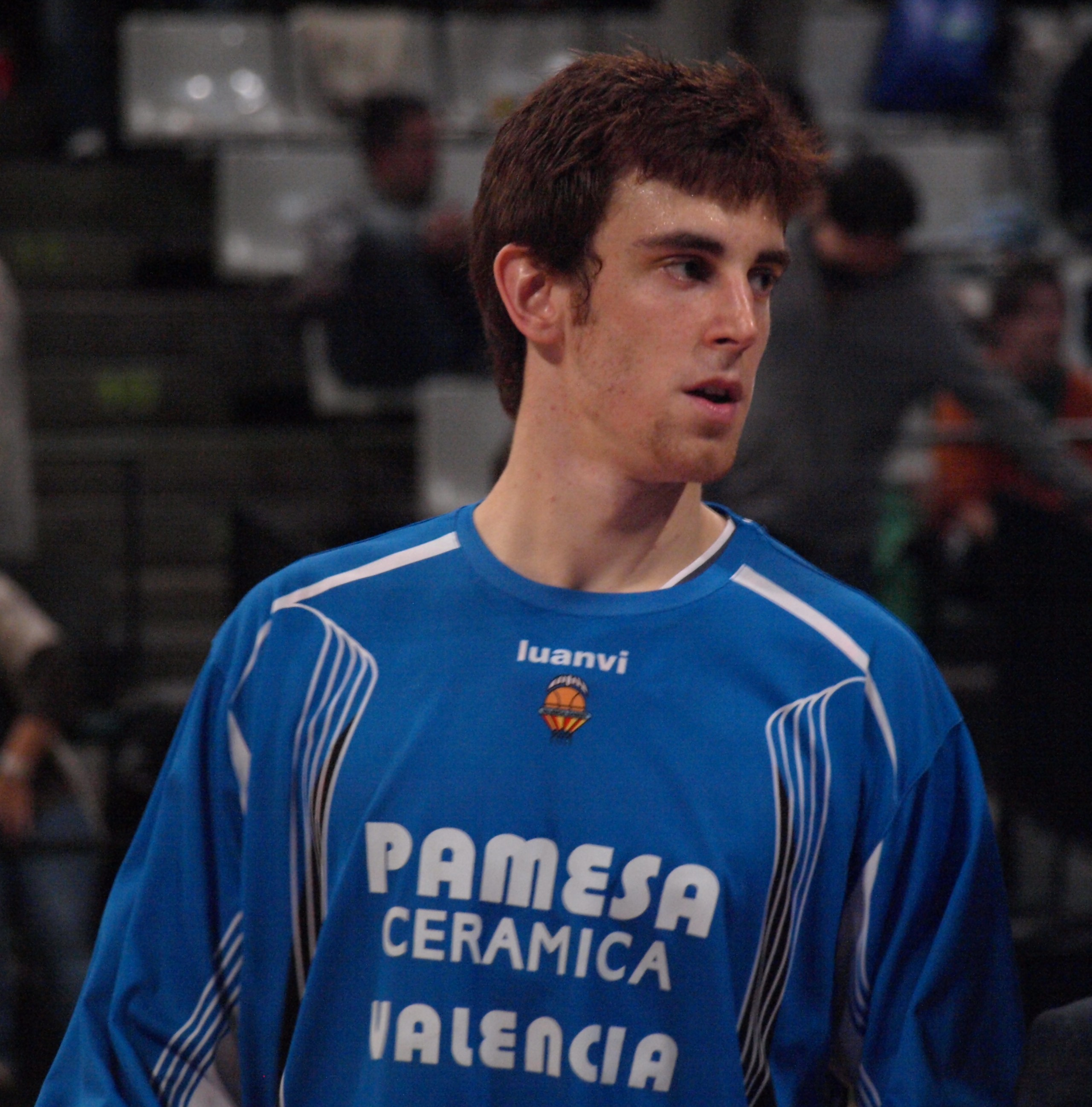
Víctor Claver.

| Stagione  | Nazionalità          | Giocatore                  | Squadra               |
| --------- | -------------------- | -------------------------- | --------------------- |
| 2008-2009 | Serbia               | Milan Mačvan               | Hemofarm Vršac        |
| 2009-2010 | Spagna               | Víctor Claver              | Valencia              |
| 2010-2011 | Lituania             | Donatas Motiejūnas         | Pallacanestro Treviso |
| 2011-2012 | Lituania             | Jonas Valančiūnas          | Lietuvos Rytas        |
| 2012-2013 | Montenegro           | Bojan Dubljević            | Valencia              |
| 2013-2014 | Montenegro           | Bojan Dubljević (2)        | Valencia              |
| 2014-2015 | Lettonia             | Kristaps Porziņģis         | Siviglia              |
| 2015-2016 | Polonia              | Mateusz Ponitka            | Zielona Góra          |
| 2016-2017 | Lettonia             | Rolands Šmits              | Fuenlabrada           |
| 2017-2018 | Bosnia ed Erzegovina | Džanan Musa                | Cedevita              |
| 2018-2019 | Lituania             | Martynas Echodas           | Lietuvos Rytas        |
| 2019-2020 | non assegnato        | non assegnato              | non assegnato         |
| 2020-2021 | Polonia              | Aleksander Balcerowski     | Gran Canaria          |
| 2021-2022 | Senegal              | Khalifa Diop               | Gran Canaria          |
| 2022-2023 | Polonia              | Aleksander Balcerowski (2) | Gran Canaria          |
| 2023-2024 | Francia              | Zaccharie Risacher         | JL Bourg en Bresse    |
| 2024-2025 | Rep. Dominicana      | Jean Montero               | Valencia              |